# Міжнародний гуманітарно-економічний інститут
Міжнародний гуманітарно-економічний інститут (МГЕІ) — вищий приватний навчальний заклад, що діє у Мінську за адресою вул. Маяковського, 129. Заснований 23 вересня 1994 року як Гуманітарно-економічний інститут. З 2000 року він існує під назвою «Міжнародний гуманітарно-економічний інститут». За 1994 — 2018 роки підготовлено 25 тис. спеціалістів. 3 1 квітня 2021 року знаходиться на стадії ліквідації.

## Ректори
- 2002 — 2004 — Слука Олег Георгійович[be];
- 2004 — 2021 — Олпеєва Тамара Михайлівна.

## Спеціальності
- «Психологія»;
- «Міжнародні відносини»;
- «Економіка та управління на підприємствах»;
- «Правознавство»;
- «Політологія»[4].

## Випускники[5]
- Абалмасов Олексій Олександрович (нар. 1980) — майстер спорту з греблі на байдарках і каное. Третє місце на чемпіонаті Європи серед юніорів у 1998 році.
- Авхимович Людмила Олександрівна (нар. 1979) — кандидатка в майстри спорту з греблі на байдарках і каное. Четверте місце на чемпіонаті Європи.
- Айдаров Олексій Петрович (нар. 1974) — заслужений майстер спорту з біатлону. Чемпіон світу серед молоді двічі, призер чемпіонату світу 1996 року, переможець і призер кубку світу 1997 року, призер чемпіонату Європи 1998 року, бронзовий призер льотних Олімпійських ігор 1998 року в Нагано. Член національної збірної команди Республіки Білорусь.
- Александров Сергій Володимирович (нар. 1978) — майстер спорту з великого тенісу. Призер першості Республіки Білорусь.
- Ананько Людмила Аркадіївна (нар. 1982) — майстриня спорту з біатлону. Член національної команди Республіки Білорусь.
- Астапкович Констянтин В'ячеславович (нар. 1970) — майстер спорту міжнародного классу з легкої атлетики. Чемпіон Європи, СРСР, Білорусі.
- Багіров Натик Надир огли (нар. 1964) — заслужений майстер спорту з самбо. Чемпіон світу 1991 і 1992 років, чотирикратний чемпіон Європи, бронзовий призер чемпіонату світу та Європи, П'яте місце на Олімпійських Іграх 1996 року в Атланті, бронзовий призер чемпіонату світу з дзюдо 1999 року.
- Базилєв Дмитро Володимирович (нар. 1978) — майстер спорту міжнародного класу з самбо, майстер спорту з дзюдо. Чемпіон світу 1996 року, чемпіон Республіки Білорусь 1997 року.
- Барановська Наталя Сергіївна (нар. 1979) — майстриня спорту міжнародного класу з плавання. Третє місце на чемпіонаті Європи 1994 року серед юніорів, рекордсменка Республіки Білорусь, чемпіонка республіки 1997 року.
- Бардиян Володимир Олександрович (нар. 1976) — майстер спорту з паверліфтингу, рекордсмен Республіки Білорусь.
- Білоусов Ігнат Петрович (нар. 1976) — майстер спорту з паверліфтингу.
- Бернадський Михайло Адамович (нар. 1977) — майстер спорту з боксу. Чемпіон Республіки Білорусь 1993 і 1994 років, друге місце на чемпіонаті республіки в 1998 і 1999 роках.
- Богданов Олексій Вікторович (нар. 1973) — майстер спорту з карате. Чемпіон Республіки Білорусь і світу 1999 року.
- Будник Олена Михайлівна (нар. 1980) — майстриня спорту з легкої атлетики. Чемпіонка Республіки Білорусь 1999 року, срібляна призерка Кубку Європи 1999 року. Член національної збірної команди Республіки Білорусь.
- Бутор Ірина Михайлівна (нар. 1980) — майстриня спорту з легкої атлетики. Учасниця чемпіонату світу і Європи.
- Биковський Антін Михайлович (нар. 1981) — кандидат в майстри спорту з самбо і дзюдо.
- Валеєв Ренат Абуталибович (нар. 1981) — кандидат в майстри спорту з дзюдо.
- Величко Зоя Степанівна (нар. 1980) — майстриня спорту з самбо і дзюдо. Бронзова призерка чемпіонату Європи 1997 року серед молоді. Член національної збірної команди Республіки Білорусь.
- Величко Оксана Ільїнічна (нар. 1975) — майстриня спорту з легкої атлетики. Призерка Кубку Європи, учасниця всесвітньої Універсіади 1999 року. Член національної збірної команди Республіки Білорусь.
- Ветушко Павло Миколайович (нар. 1980) — кандидат в майстри спорту з гандболу.
- Вовна Оксана Володимирівна (нар. 1982) — майстриня спорту з плавання. Призерка кубків Республіки Білорусь 1995 і 1996 років, чемпіонка Білорусі 1997 року. Член національної збірної команди республіки.
- Воробей Олег Володимирович (нар. 1970) — майстер спорту міжнародного класу з легкої атлетики. Член національної збірної команди Республіки Білорусь.

## Цікаві факти
- Засновником та генеральним директором університету був Олександр Олпеєв, науковий діяч, православний діяч, поет і публіцист[6][7].
- Відомі випускники МГЕІ виключно складаються з успішних спортсменів[8].
- Під час виборчої кампанії 2010 з МГЕІ був відрахований студент 5 курсу Володимир Кумець[en], який був співпрацівником штабу Володимира Некляєва. Пізніше Володимир був поновлений у ВНЗ[9][10] .
- У зв'язку з відрахуванням Володимира Кумця[ru] ректор МГЕІ Тамара Олпеєва була включена до списку білоруських чиновників, яким заборонено в’їзд на територію ЄС[be][11].